# Саїд Бен Саїд
Саїд Бен Саїд (фр. Saïd Ben Saïd; нар. 11 липня 1966, Туніс) — французький кінопродюсер, президент компаній SBS Production і SBS Distribution.

## Біографія
Виріс у Карфагені. Захопився кінематографом. За допомогою дипломатичного друга своїх батьків привіз із Франції касети VHS.
Приїхав до Парижа 1984 року, щоб отримати вищу освіту в Lycée privé Sainte-Geneviève у Версалі, а потім у ESTP. Далі працював інженером у Lyonnaise des Eaux, а потім на телеканалі M6
У 1996 році приєднався до Union générale cinématographique (UGC), продюсуючи фільми Андре Тешіне, Барбета Шредера, Паскаля Боніцера та Алена Корно. У 2010 році заснував власну компанію SBS Productions і продюсував фільми Романа Поланскі «Різанина» (2011), Браяна Де Пальми «Пристрасть» (2012), Філіпа Гарреля «Ревнощі» (2013), Девіда Кроненберга «Зоряна карта» (2014), Волтера Гілла «Призначення» (2016), Пола Верховена «Вона» (2016) і «Бенедетта» (2021).
У 2009 році підписав петицію на підтримку звільнення  Романа Поланскі після його арешту у Швейцарії через звинувачення у вживанні наркотиків і зґвалтуванні 13-річної дівчинки в 1977 році.

## Часткова фільмографія
- Loin (2001)
- Невдахи (Ruby & Quentin, Tais-toi!, 2003)
- Les Dalton (2004)
- Чорне сонце[en] (Black Sun, 2005)
- Свідки (The Witnesses, 2007)
- Le Tueur (2007)
- The Great Alibi (2008)
- Inju: The Beast in the Shadow (2008)
- The Girl on the Train (2009)
- Lucky Luke (2009)
- Love Crime (2010)
- Різанина (Carnage, 2011)
- Unforgivable (2011)
- Looking for Hortense (2012)
- Passion (2012)
- A Castle in Italy (2013)
- Jealousy (2013)
- Зоряна карта (Maps to the Stars, 2014)
- Valentin Valentin (2015)
- In the Shadow of Women (2015)
- Вона (Elle, 2016)
- Aquarius (2016)
- Tout de suite maintenant (2016)
- Призначення (The Assignment, 2016)
- Lover for a Day (2017)
- Synonyms (2019)
- Френкі (Frankie, 2019)
- Bacurau (2019)
- Бенедетта (Benedetta, 2021)
- Passages (2023)
- Саван (The Shrouds, 2024)